# Foliehatt

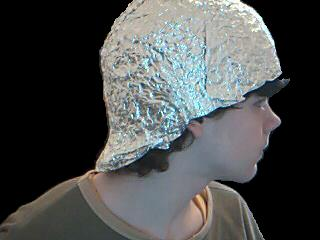
Person med hatt av aluminiumfolie.

En foliehatt är en nedsättande benämning på en person som anammar, sprider och tror på pseudovetenskap och diverse konspirationsteorier. Obefintlig eller bristande källkritik är utmärkande drag.
Foliehatt fanns med i Språkrådets nyordslista 2011.

## Bakgrund
Uttrycket kommer från att det ibland påstås (som satir och humor) att en del människor bär huvudbonader inklädda eller fodrade med aluminiumfolie i tron att dessa skall, likt en Faradays bur, skydda mot exempelvis elektromagnetisk strålning och tankeläsning, till exempel från utomjordingar. Foliehatten har kommit att bli en symbol, särskilt i bloggosfären, för pseudovetenskap och konspirationsteorier. Det har också förekommit att konspirationsteoretiker verkligen burit foliehattar, men brukets utbredning är inte kartlagd.
Begreppet användes första gången år 1927 av evolutionsbiologen Julian Huxley i en science fiction-novell, The Tissue-Culture King, där en metallklädd hjälm används som skydd mot tankeläsning.